# Siège central du Crédit lyonnais
Le siège central du Crédit lyonnais est un monument de l'architecture commerciale parisienne du dernier quart du XIXe siècle. Il est situé dans le quadrilatère formé par le boulevard des Italiens, la rue de Gramont, la rue du Quatre-Septembre et la rue de Choiseul dans le 2e arrondissement de Paris.
Également nommé hôtel des Italiens, le bâtiment est une propriété de LCL - Le Crédit lyonnais. En 2010, la banque quitte ce bâtiment historique pour Villejuif, au pied du métro Villejuif Léo-Lagrange.
Ce site est desservi par les stations de métro Quatre-Septembre et Richelieu Drouot.

## Construction du bâtiment

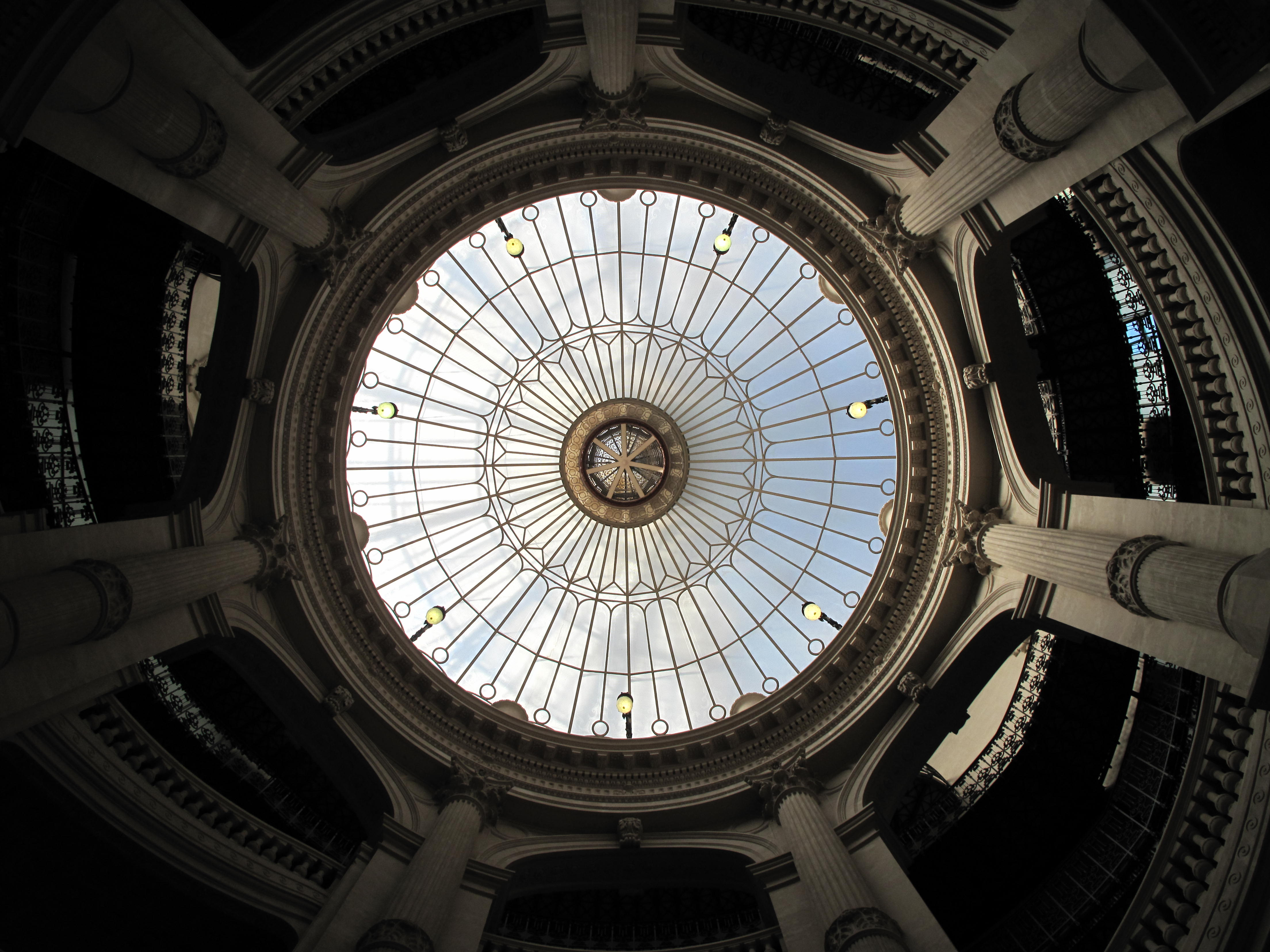
La verrière éclairant le grand escalier.

- De 1883 à 2010, le siège central du Crédit lyonnais était situé à l'emplacement de l'hôtel de Boufflers sur lequel avait été pratiquée la Galerie de Fer qui conduisait du boulevard à la rue de Choiseul. Le passage incendié en 1828, avait été reconstruit l'année suivante en fer. C'est là que furent faits les premiers essais d'éclairage par le gaz.

- 1876-1883 : Construction progressive de la succursale parisienne qui deviendra le siège central. Une parcelle de 1 590 m2 est achetée à Paris. Henri Germain fera alors raser l'hôtel de Boufflers-Rouvenel qui s'y trouvait pour y faire construire le futur siège central du Crédit lyonnais par l'architecte William Bouwens van der Boijen. L'immeuble est construit dans le style d'Haussmann et des expositions universelles, dans le but d'impressionner les clients et les investisseurs. La légende dit que ce style a été choisi afin de pouvoir reconvertir le bâtiment en grand magasin en cas de faillite de la banque[2].

- 21 mars 1878 : inauguration en présence de Léon Gambetta, alors à la tête de la commission du Budget de l'Assemblée nationale[3].

L'immeuble est organisé autour d'un grand escalier en double révolution inspiré par celui du château de Chambord. Le résultat est à la hauteur des espérances, et le Crédit Lyonnais distribue même des billets d'« autorisation à visiter ».
- 1880 : une « Bourse du soir » est organisée par les coulissiers, dans le grand hall, de quatre heures à sept heures[4].

- 1882 : transfert officiel de la direction du Crédit lyonnais du siège social à Lyon vers le siège central à Paris.

- 1913 : achèvement des travaux du siège central par l'architecte Victor Laloux. L'immeuble s'est peu à peu étendu sur la totalité du quadrilatère formé par le boulevard des Italiens, la rue de Choiseul, la rue du Quatre-Septembre et la rue de Gramont.

## Structure du bâtiment

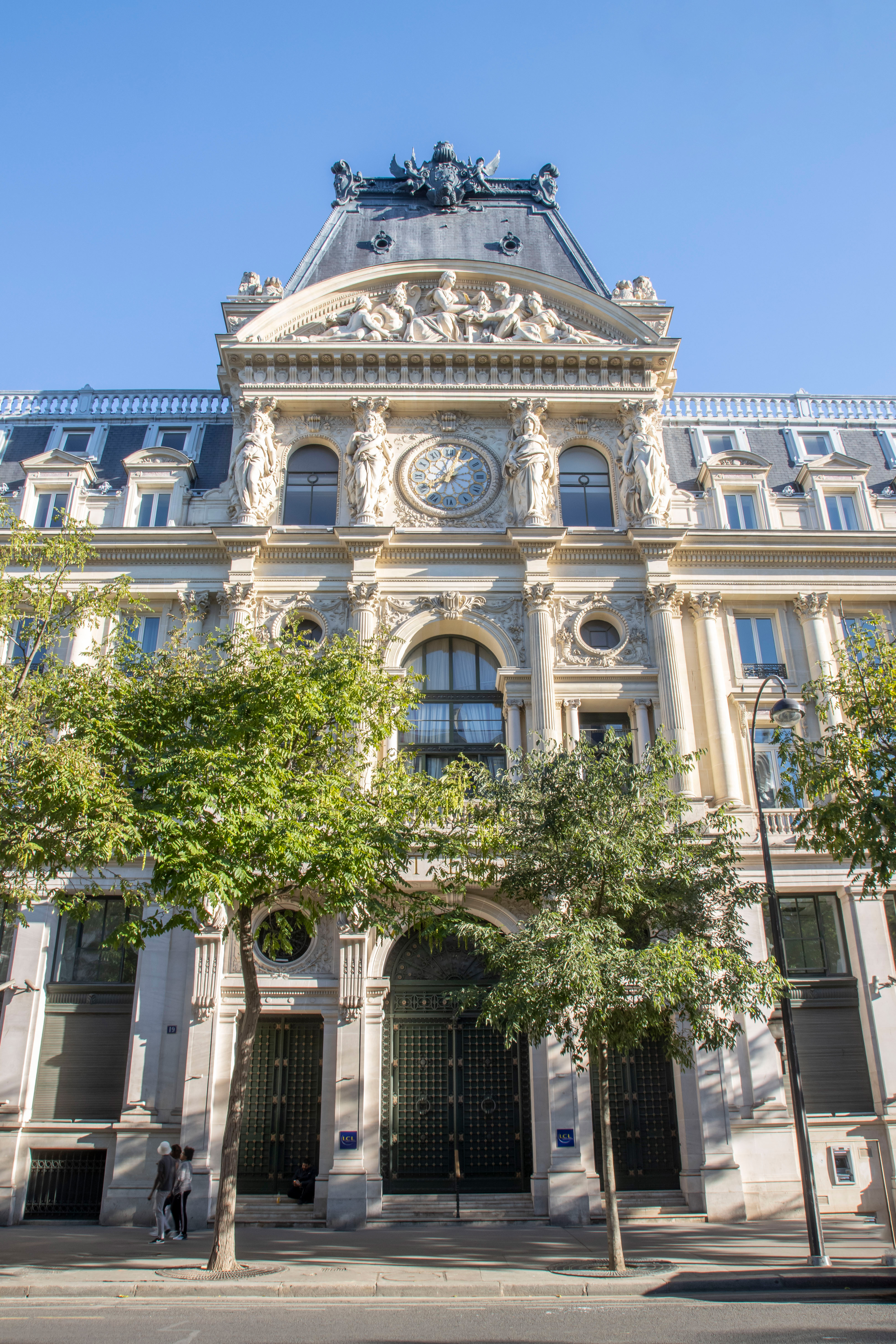
Détail de la façade.

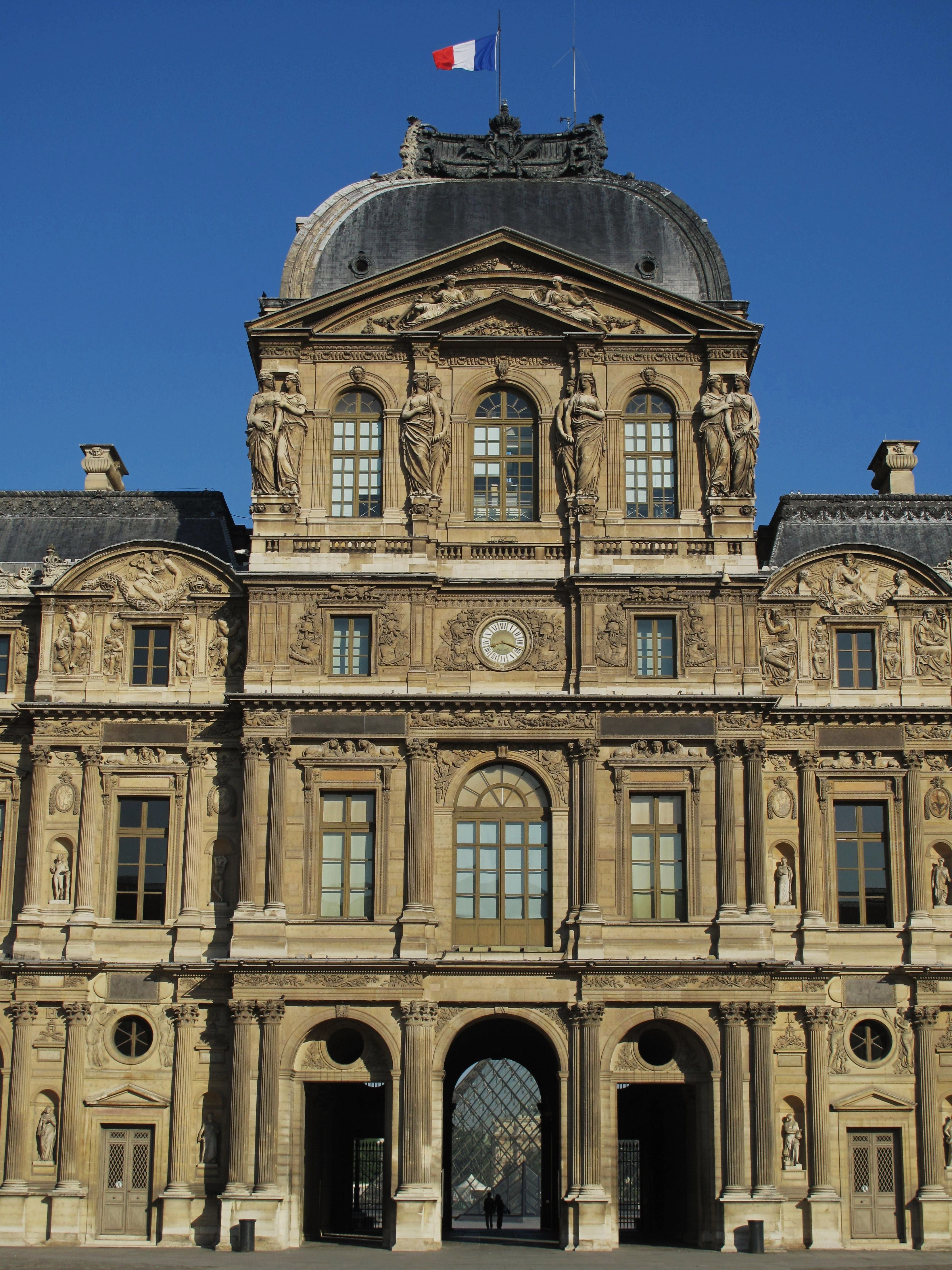
Le pavillon de l'Horloge du palais du Louvre qui a inspiré le siège central.

L'habillage en pierre, symbole traditionnel de richesse, dissimule une charpente métallique, réalisée en partie par les établissements de Gustave Eiffel.
L'espace des bureaux s'organise sur plusieurs niveaux, de part et d'autre d'une galerie éclairée par une verrière : aucune cloison ne fragmente ce lieu ouvert à la vue du public et de toute la hiérarchie.
Un hall se situe à chaque extrémité du bâtiment, éclairé chacun par une verrière à 21 mètres de hauteur réalisée par l'atelier de Gustave Eiffel. Celui du côté du boulevard des Italiens est plus impressionnant que celui du côté de la rue du Quatre-Septembre. Il héberge dans les étages les bureaux de l'état-major de la banque.
La salle des titres de l'époque a été conçue, comme la charpente, telle une halle métallique, par les établissements Eiffel.
À l'extérieur, sur le Boulevard des Italiens, le pavillon central de la banque est inspiré du pavillon de l'Horloge du palais du Louvre. Le toit de celui du pavillon de Flore. Le pavillon comporte une double serlienne, c'est-à-dire un groupe de trois baies dont la baie centrale est la plus haute avec un arc en plein cintre, alors que les baies latérales sont couvertes d'un linteau.
Le fronton, sculpté par Camille Lefèvre (1853-1933), est une allégorie des activités bancaires : il représente la Banque distribuant les crédits, entourée du Commerce et de l'Industrie, puis du Rhône et de la Seine. Il est soutenu par quatre cariatides disposées autour de la grande horloge symbolisant les Heures du jour. Elles sont dans le style des statues du pavillon de l'Horloge.
Lors de son ouverture, le bâtiment abritait une des premières installations électriques de la capitale. Pour donner du jour aux salles des coffres, une partie du plancher était en verre-dalles fabriquées à Saint-Gobain. Pour impressionner le public et l'inciter à traverser, une gigantesque salle des pas perdus, éclairée par 310 becs de gaz, ouvrait sur des rangées de guichets à la mode anglaise, sans grilles ni vitres. Dans le même esprit open space, les bureaux étaient volontairement non cloisonnés. « Les cloisons servent uniquement aux employés à lire leur journal ! », fulminait Henri Germain. Quant à la direction, elle bénéficiait, au premier étage, de portes en acajou avec lambris et tentures de reps vert. C'est d'abord le service des titres (à l'époque matérialisés par des coupons de papier) qui déménage de Lyon à Paris. Les coupons sont conservés dans les 195 coffres Fichet des salles du sous-sol, entourées par un chemin de ronde et desservies par un escalier en haut duquel un cendrier porte la mention « Éteignez vos cigares ».

La grande galerie, jadis et maintenant
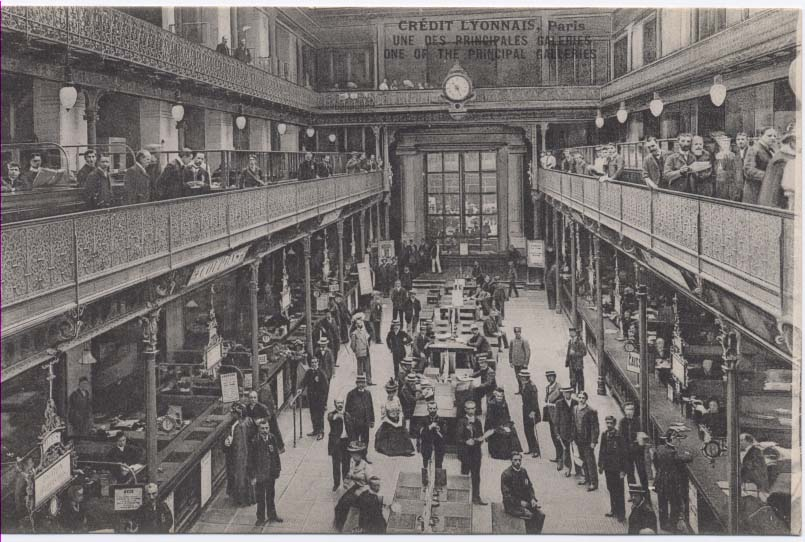
La galerie des titres originelle.
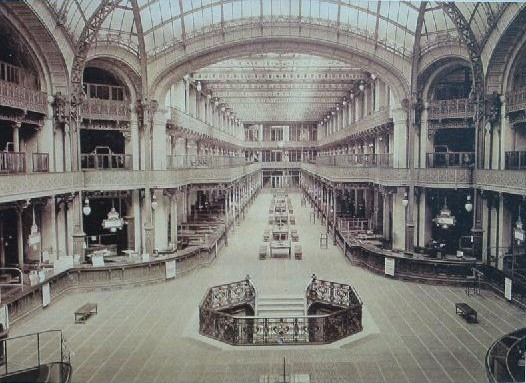
La grande galerie vers 1920.
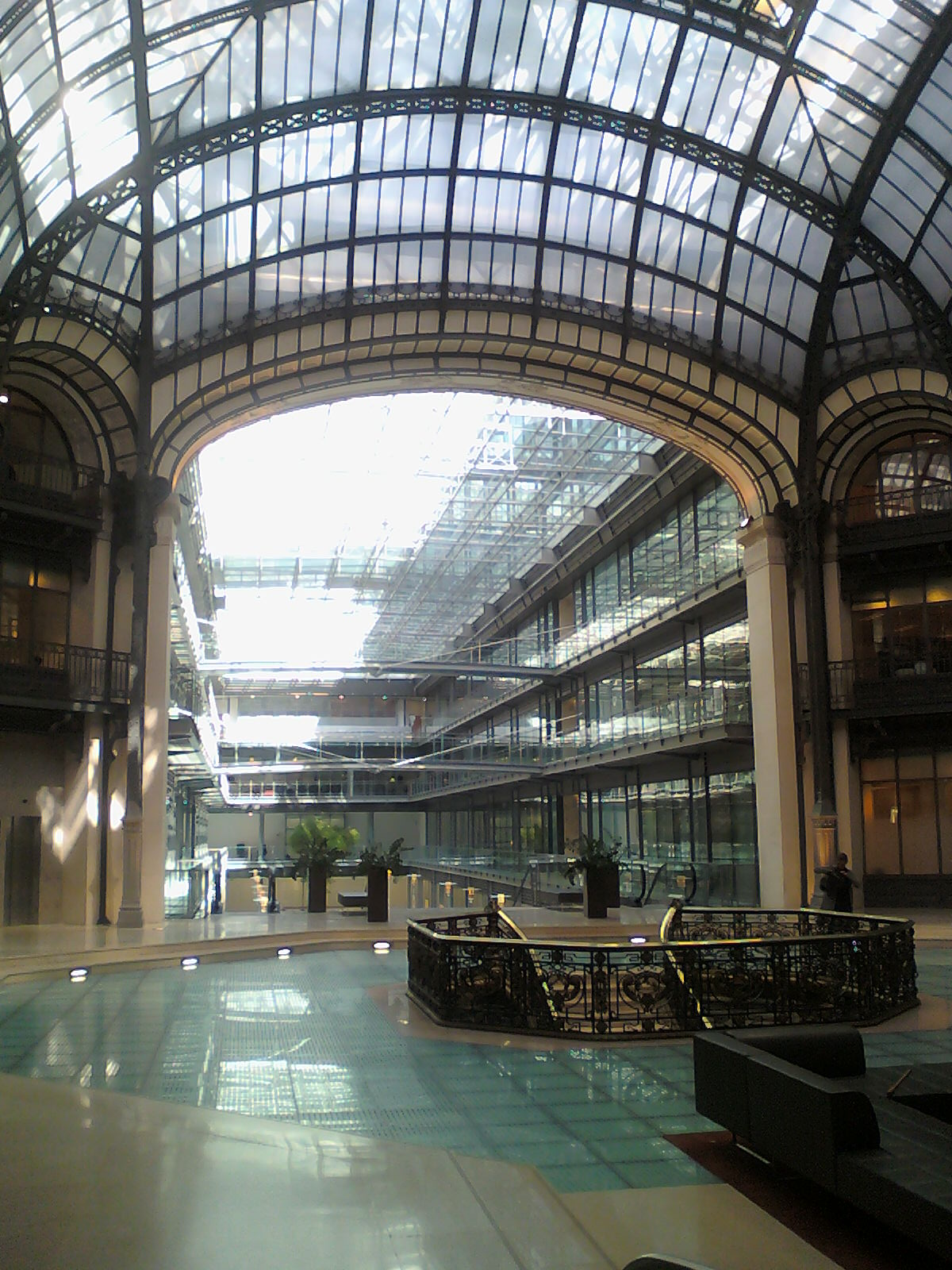
La galerie recréée.

### L'escalier à double révolution
Mais à l’intérieur du bâtiment, c'est surtout l'escalier à double révolution (ou en double hélice) qui fait la renommée de l'Hôtel des Italiens. Il est inspiré par celui du château de Chambord, avec d'ailleurs le même objectif : permettre à deux populations d'emprunter le même escalier sans se rencontrer : une volée (à double balustrade) était empruntée par la direction, et l'autre (à simple balustrade) par les employés.
L'escalier nécessite une demi-révolution par étage. La volée d'escalier de la direction, la plus proche de l'entrée du boulevard des Italiens, conduit à l'étage de l'état-major et de la salle du conseil en une révolution (la première demi-révolution aboutit à l'étage d'entresol qui héberge des bureaux autour des halls d'entrée dont le plafond est élevé).
Par ailleurs, l'escalier est asymétrique, car il comporte un total de sept travées parcourues en une révolution : une travée horizontale au niveau d'un étage, 3 travées de marches côté est, une travée horizontale au niveau d'un étage, puis 2 travées de marches côté ouest. 
Le découpage en marches des deux volées d'escalier est différent (Chaque + traduit la présence d'un palier destiné à prolonger les marches des trois travées du côté est par rapport aux deux seules travées du côté ouest) :
| Volée d'escalier | RdC à entresol | ent. au 1er | 1er au 2e | 2e au 3e | 3e au 4e |
| ---------------- | -------------- | ----------- | --------- | -------- | -------- |
| direction        | 18+18          | 26          | 18+18     | 25       | 12+13    |
| employés         | 30             | 7+8+8+7     | 30        | 13+14    | 25       |

L'escalier en pierre se poursuit sous forme d'un escalier métallique à partir du deuxième étage et jusqu'au quatrième, mais toujours en double révolution. L'utilisation du métal est caractéristique de cette époque industrielle. Une verrière, à 30 mètres au-dessus du sol, illumine l'ensemble de l'escalier.
Quelques bureaux sont accessibles via un escalier classique au 5e et même 6e étage à l'intérieur du pavillon d'honneur situé au-dessus de l'entrée du boulevard des Italiens.

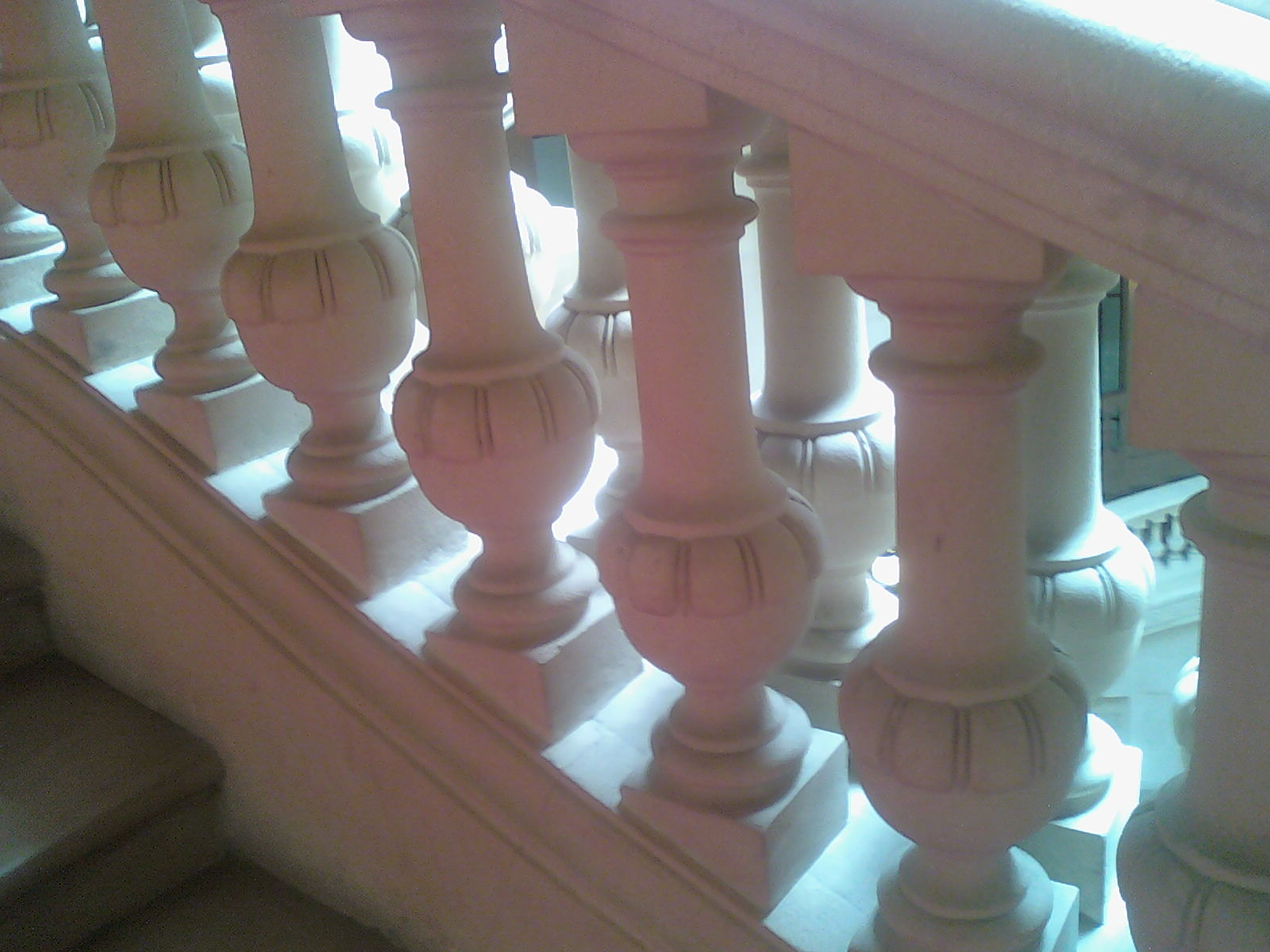
Double balustrade dans la volée d'escalier de la direction.
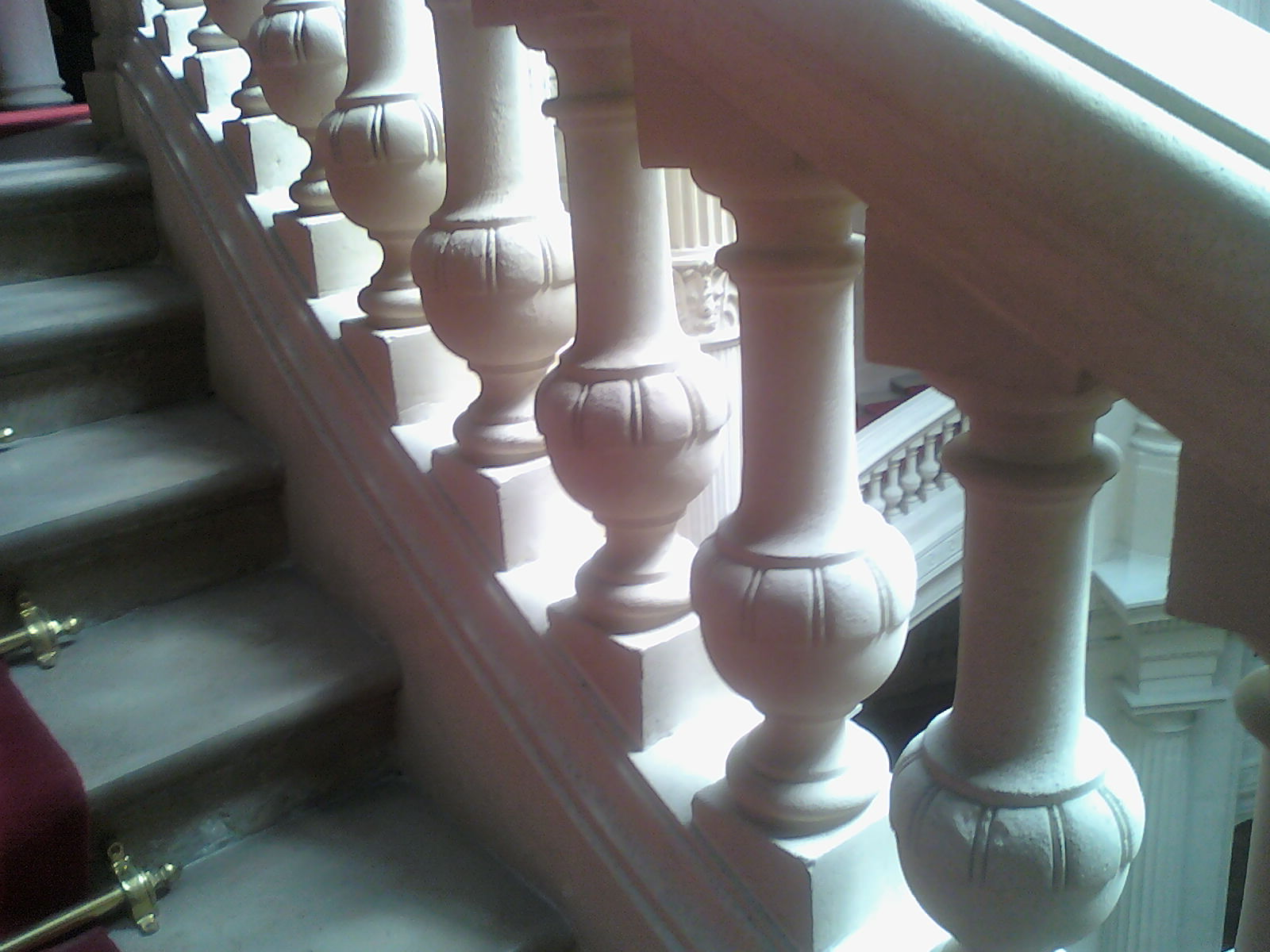
Simple balustrade dans la volée d'escalier du personnel.
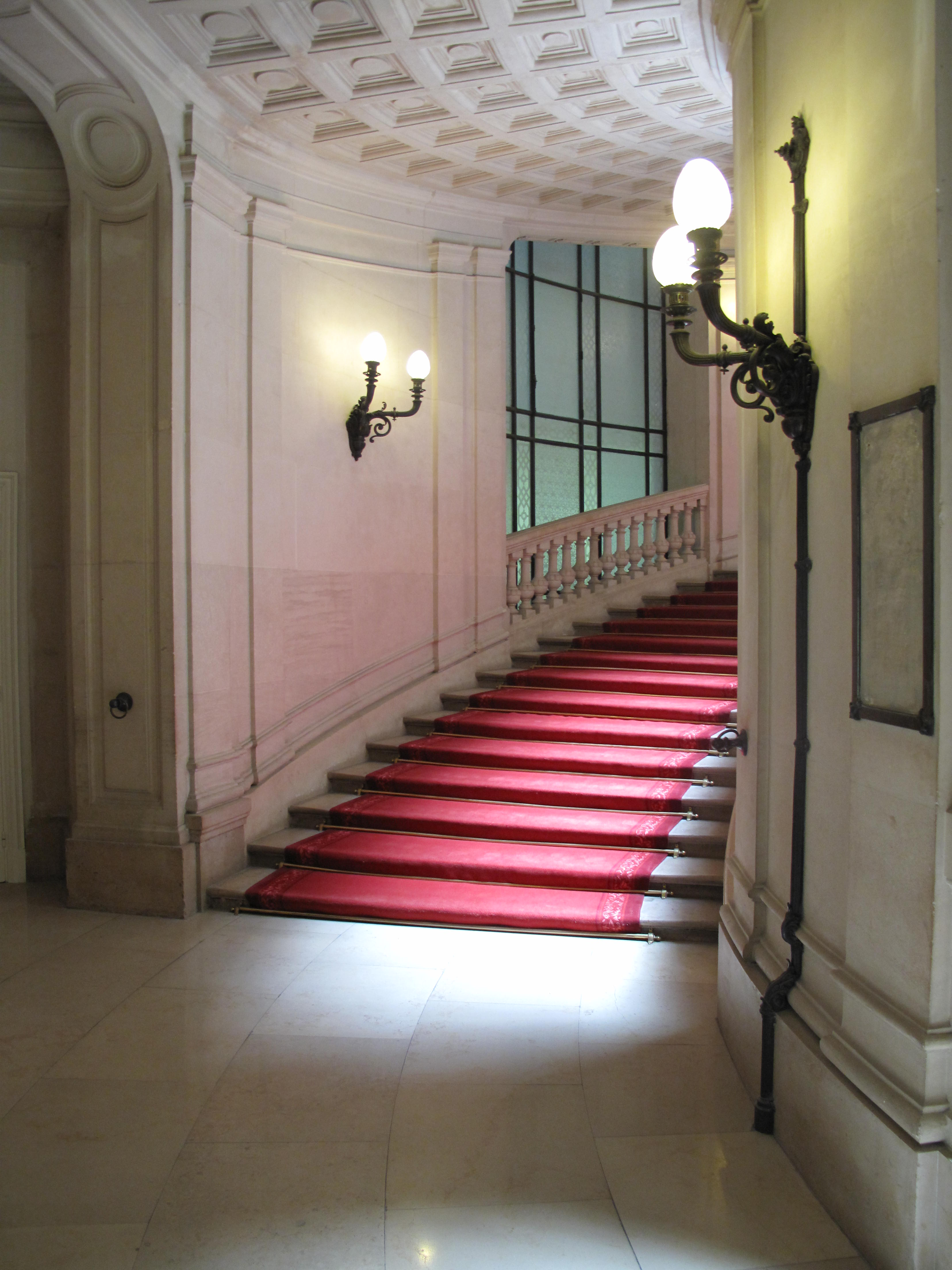
Escalier destiné à la direction.
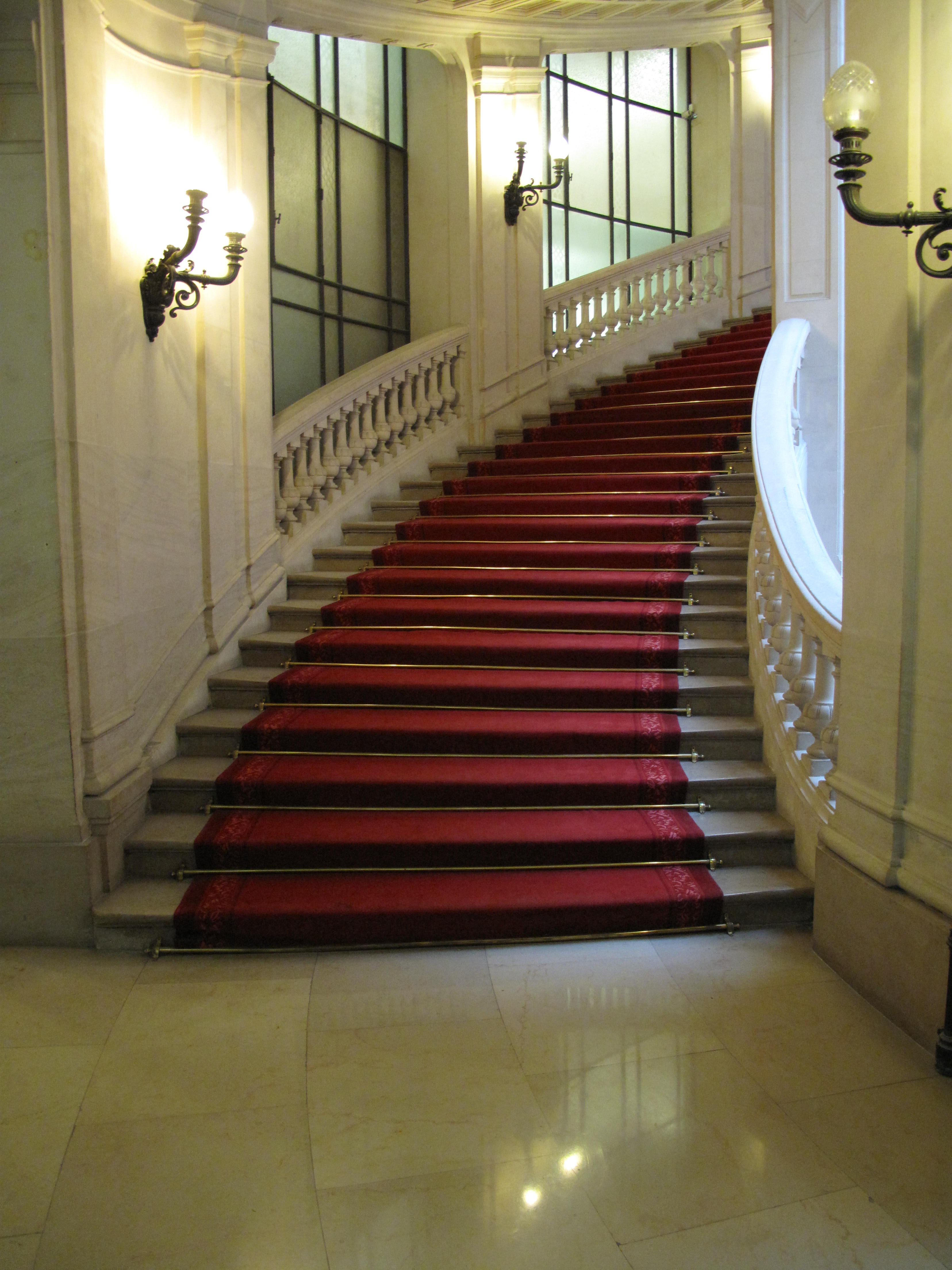
Escalier destiné au personnel.

L'escalier jadis et maintenant
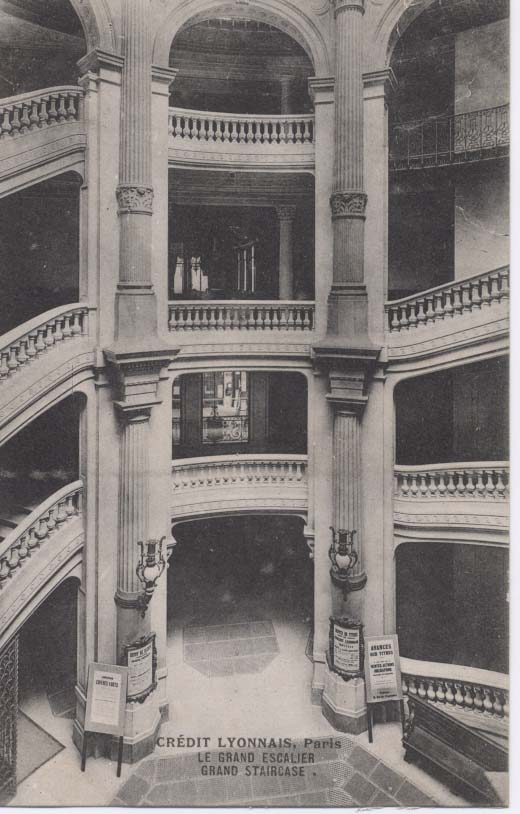
L'escalier vers 1920.
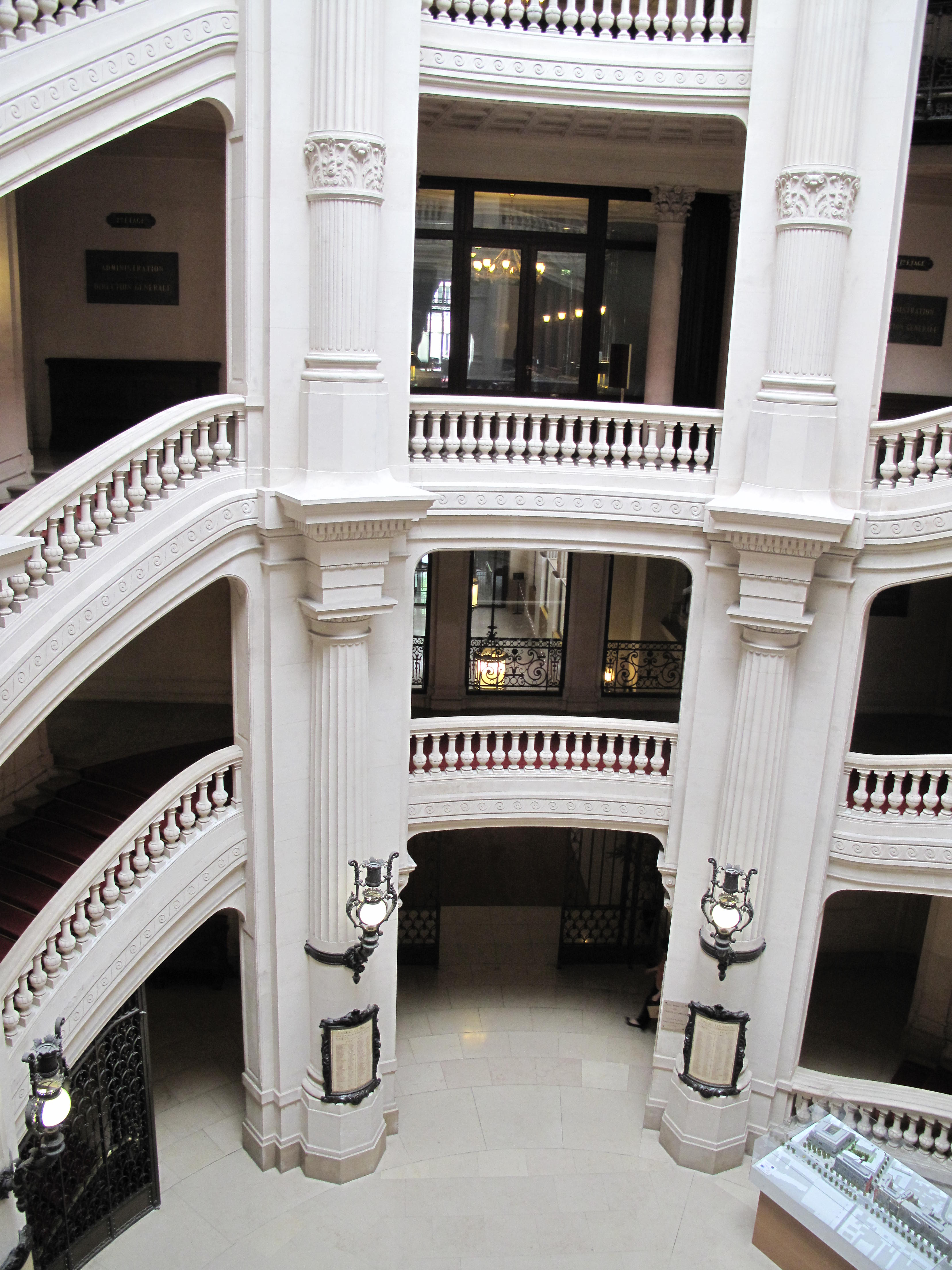
L'escalier de nos jours.

## Évolutions ultérieures
- 1957 : l'immeuble échappe à un projet consistant à en évider le milieu pour y construire une grande tour de béton de 20 étages[3]. Les installations de chauffage, éclairage et ventilation sont modernisées.

- Début des années 1970 : rénovation complète dans l'esprit pompidolien, avec l'objectif d'héberger les effectifs en croissance liés à la rapide bancarisation de la population française, ainsi que d'installer les premiers équipements informatiques largement diffusés ; destruction du hall des titres dû à Eiffel. Suppression de la verrière[3]. Les bureaux du rez-de-chaussée deviennent aveugles. Ceux des étages supérieurs s'organisent autour d'un petit jardin suspendu qui jouera un rôle terrible lors de l'incendie.

- 14 mai 1976 : le président du Crédit lyonnais de l'époque, Jacques Chaine est abattu à coups de revolver par un déséquilibré devant le siège central.

- Avril 1996 : tournage du film Le Cri de la soie dans le hall du côté Quatre-Septembre du siège central. Le film est censé se dérouler dans un grand magasin.
- Janvier 2013 : défilé Printemps Été 2013 de Donatella Versace[5].
- 7 mars 2015 : défilé automne-hiver 2013 de Vivienne Westwood[6].

## L'incendie du dimanche 5 mai 1996
Source : 
- 8h24 : un écran de contrôle signale un feu dans la salle des marchés.
- 8h26 : deux agents de sécurité se rendent sur les lieux ; les pompiers sont alertés.
- 8h32 : arrivée rue de Choiseul d'une vingtaine de pompiers de la caserne Saint-Honoré. Déverrouillage des portes, les pompiers entrent en action.
- 9h15 : l'incendie se propage rapidement dans la salle des marchés, vaste espace sans cloison ou porte coupe feu (pour permettre aux traders de communiquer librement). Plus d'une centaine de pompiers sont sur place.
- 9h41 : message sur l'incendie diffusé par l'Agence France Presse.
- 11h : le feu dans la salle des marchés semble maîtrisé
- 11h20 : la dalle du jardin intérieur située au-dessus de la salle des marchés s'effondre et provoque un gigantesque effet de souffle faisant naître de multiples foyers d'incendie.

600 pompiers sont mobilisés et mettront environ 19 heures pour éteindre l'incendie. Les deux tiers de l'immeuble situé du côté de la rue du Quatre-Septembre sont dévastés. La salle des coffres est partiellement inondée. Il s'agirait d'un incendie volontaire.

## Après l'incendie

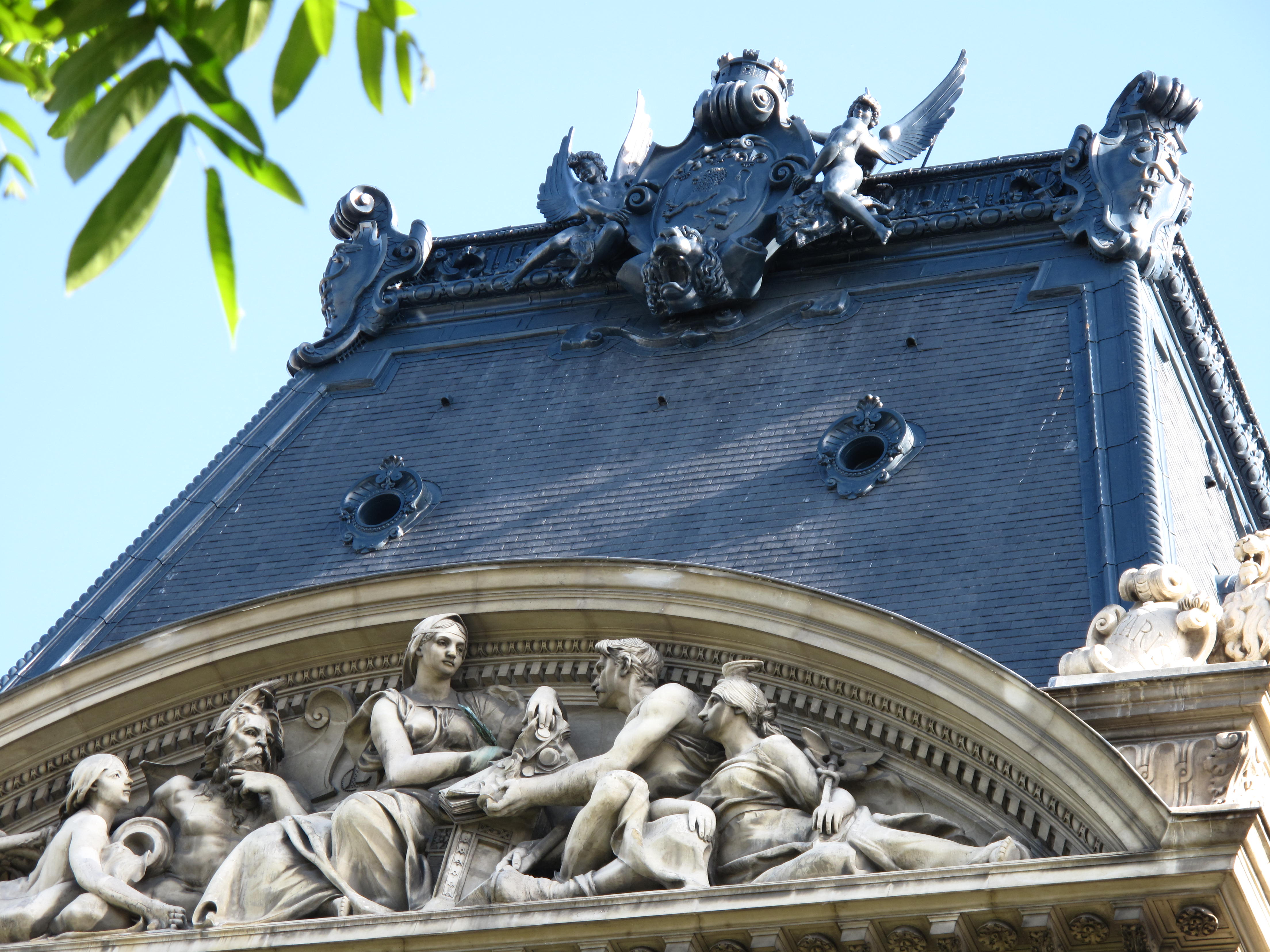
L'écusson central réinstallé en 2008.

Après l'incendie qui a occasionné des dégâts très importants, le Crédit Lyonnais vend son siège central pour la somme de 1,3 milliard de francs à l'assureur AIG.
Depuis sa création, le bâtiment était ouvert au public qui pouvait le traverser dans toute sa longueur, avec la présence de l'agence centrale, d'une agence à destination du personnel et de l'agence internationale. Après l'incendie, le bâtiment est séparé en deux espaces ne communiquant plus. Le Crédit Lyonnais conserve le cœur historique appelé « Hôtel des Italiens », représentant seulement environ le quart du bâtiment situé du côté du boulevard, avec les bureaux de l'état-major, la salle du Conseil et l'escalier en double révolution.
L'essentiel de l'immeuble donnant sur la rue du Quatre-Septembre a subi des dégâts beaucoup plus importants. Il a été rebaptisé « le Centorial », afin notamment de pouvoir récupérer le sigle CL sculpté sur la façade.
En 2008, l'architecte des bâtiments de France demande la réinstallation au sommet du pavillon d'honneur d'un ornement démonté lors des restaurations des années 1950. Il s'agit d'un écusson décoratif en plomb représentant les armes de la ville de Lyon, berceau de LCL.
Ses caractéristiques sont impressionnantes : 4,30 m de large sur 3,50 m de haut à 36 m de hauteur, poids : 4 tonnes. Elle a été réalisée par Jean-Claude Duplessis, ornementiste et meilleur ouvrier de France.

Le bâtiment principal, jadis et maintenant
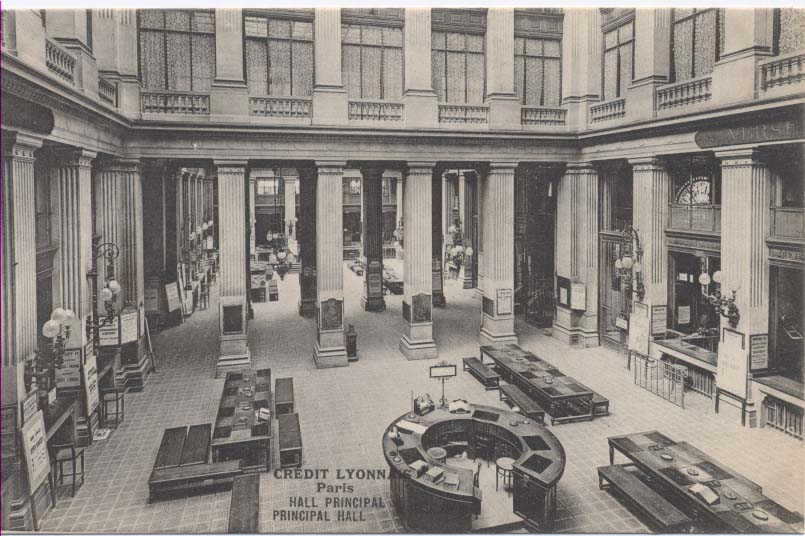
Le hall principal d'origine.
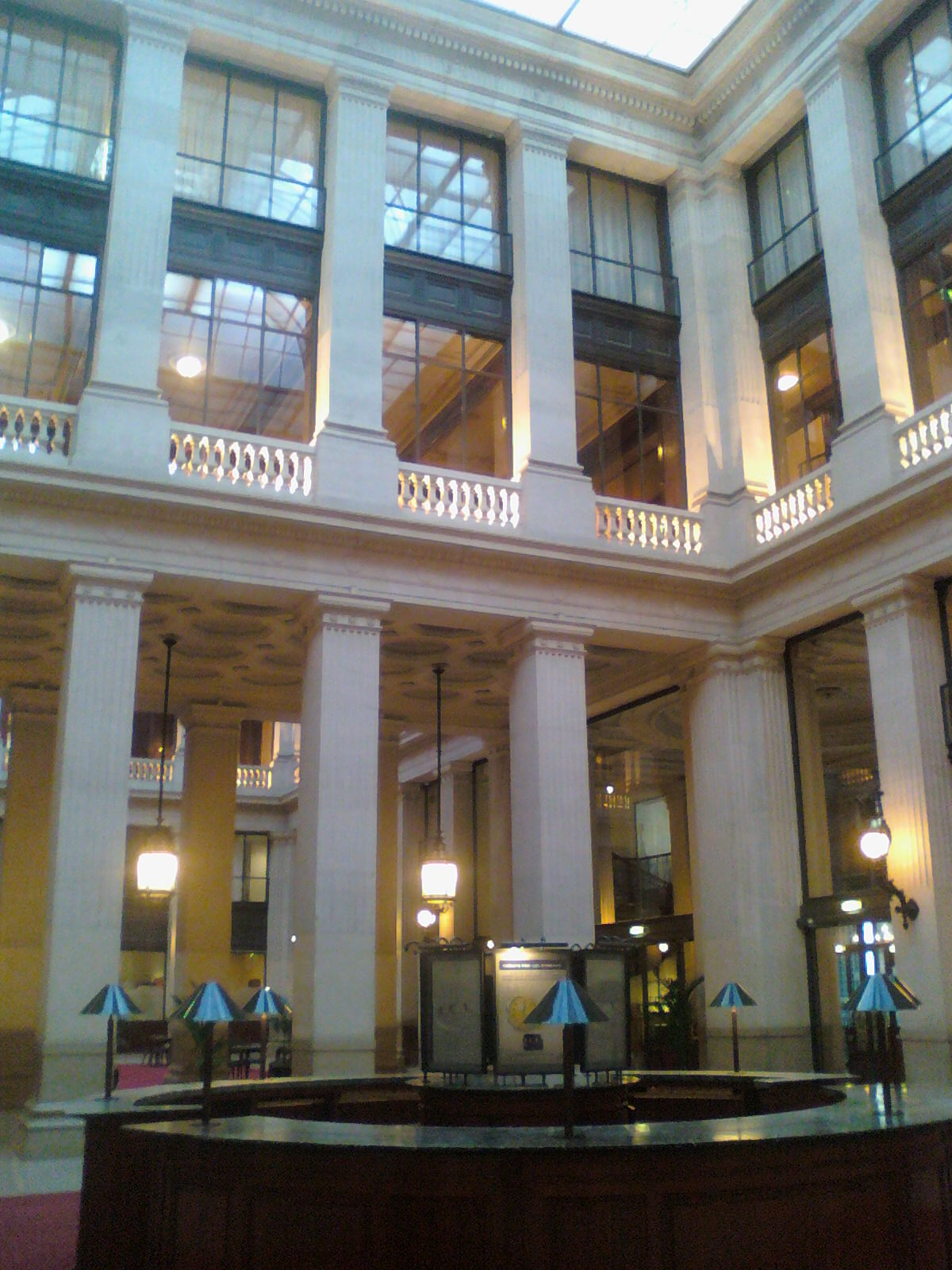
Le hall principal en 2009 (vers l'ouest).
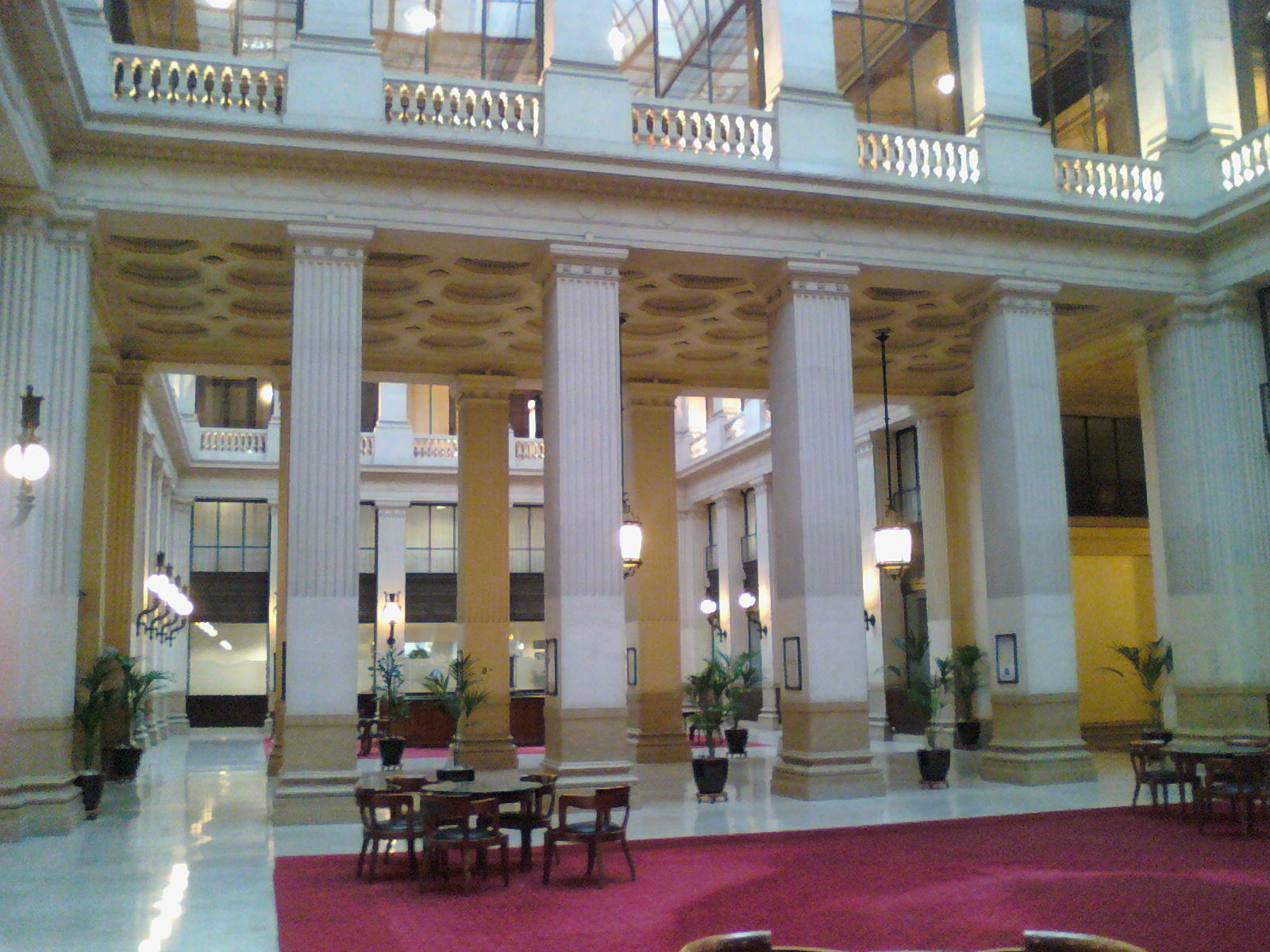
Le hall principal en 2009 (vers l'est).
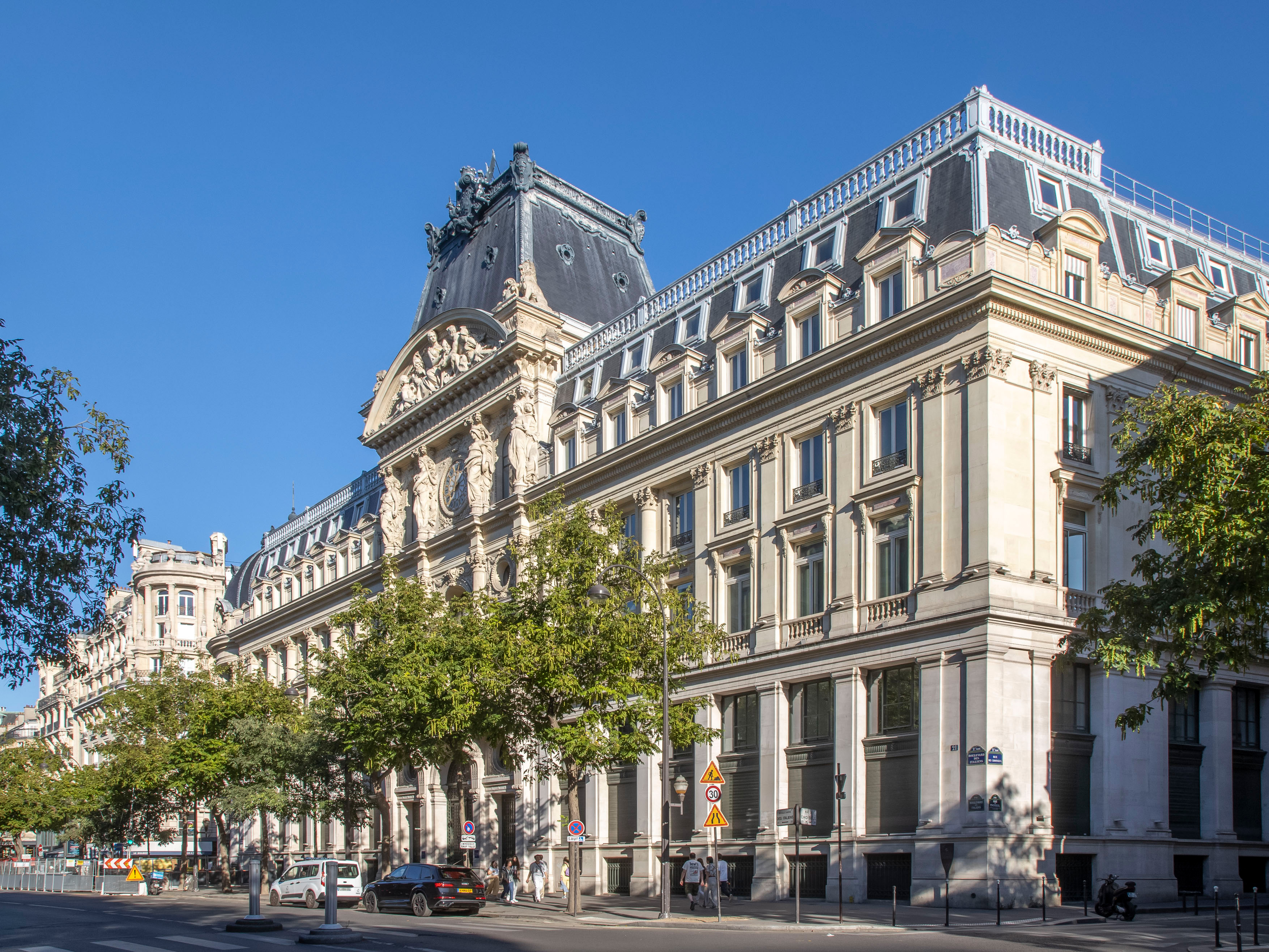
La façade du bâtiment sur le boulevard des Italiens.

## Le Centorial

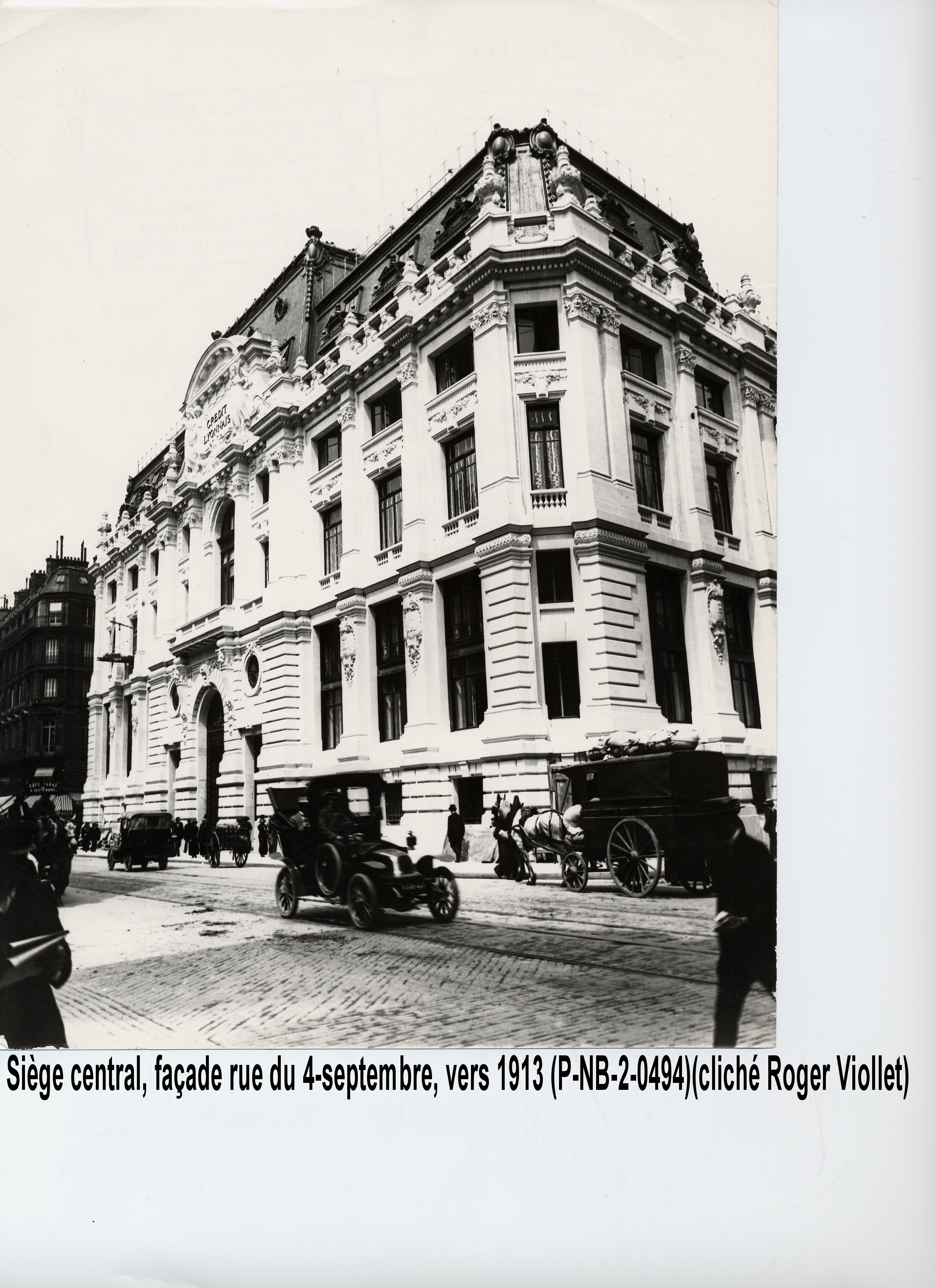
Siège central côté 4 septembre en 1913.

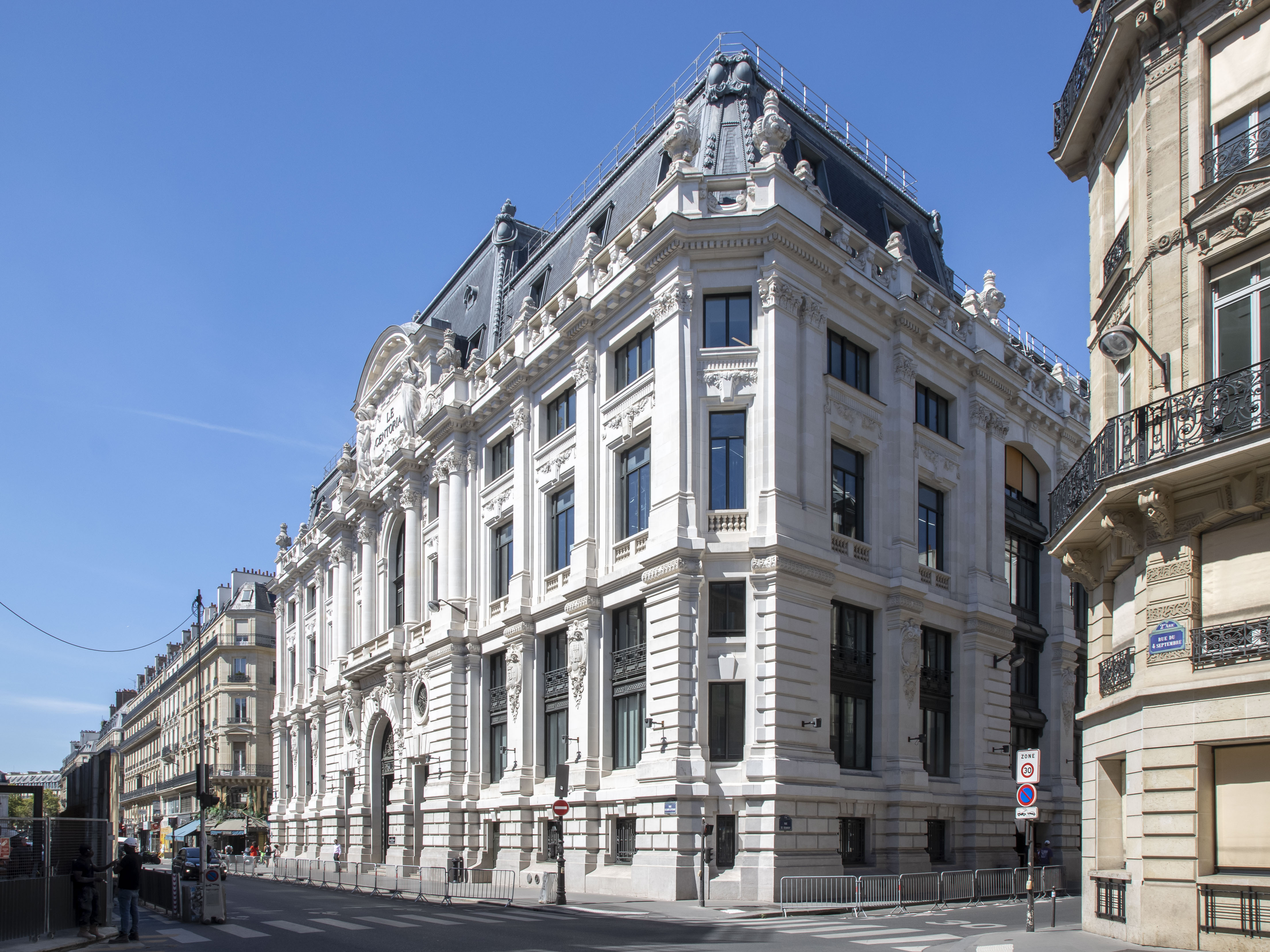
Le même, renommé Centorial, en août 2022.

Après l'incendie, des travaux de reconstruction très importants sont engagés en janvier 2001 par AIG French Property Fund pour le compte du nouveau propriétaire, l'investisseur allemand Deka Immobilien Investment Gmbh, sous la direction de l'architecte Jean-Jacques Ory. Ces travaux doivent en effet combiner le respect de l'immeuble dont une partie est classée avec une grande verrière métallique construite par les ateliers d'Eiffel, la nécessité de proposer un immeuble avec tous les équipements de bureau moderne, et le souhait de conserver une trace de l'architecture mise en œuvre lors de la construction.
C'est ainsi que la salle des marchés (où s'est déclaré l'incendie) et le jardin suspendu situé au-dessus sont remplacés par une longue galerie avec une verrière métallique qui évoque la galerie des titres de l'immeuble originel.
En 2006, la rédaction du journal Les Échos quitte la rue La Boétie pour s'installer dans l'immeuble. En 2012, l'EDHEC installe son campus parisien dans une partie du bâtiment.
Des directions du Crédit lyonnais ont aussi occupé l'immeuble.

Le Centorial, jadis et maintenant
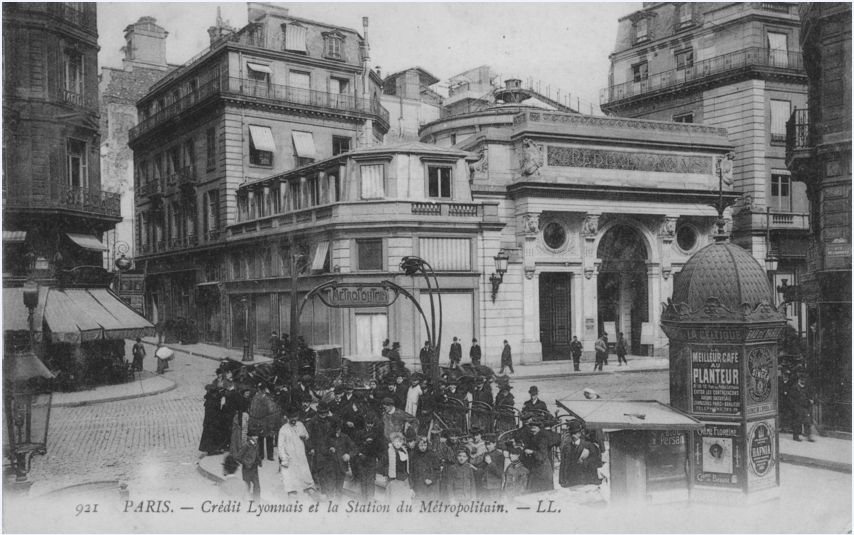
Avant la construction de la façade actuelle.
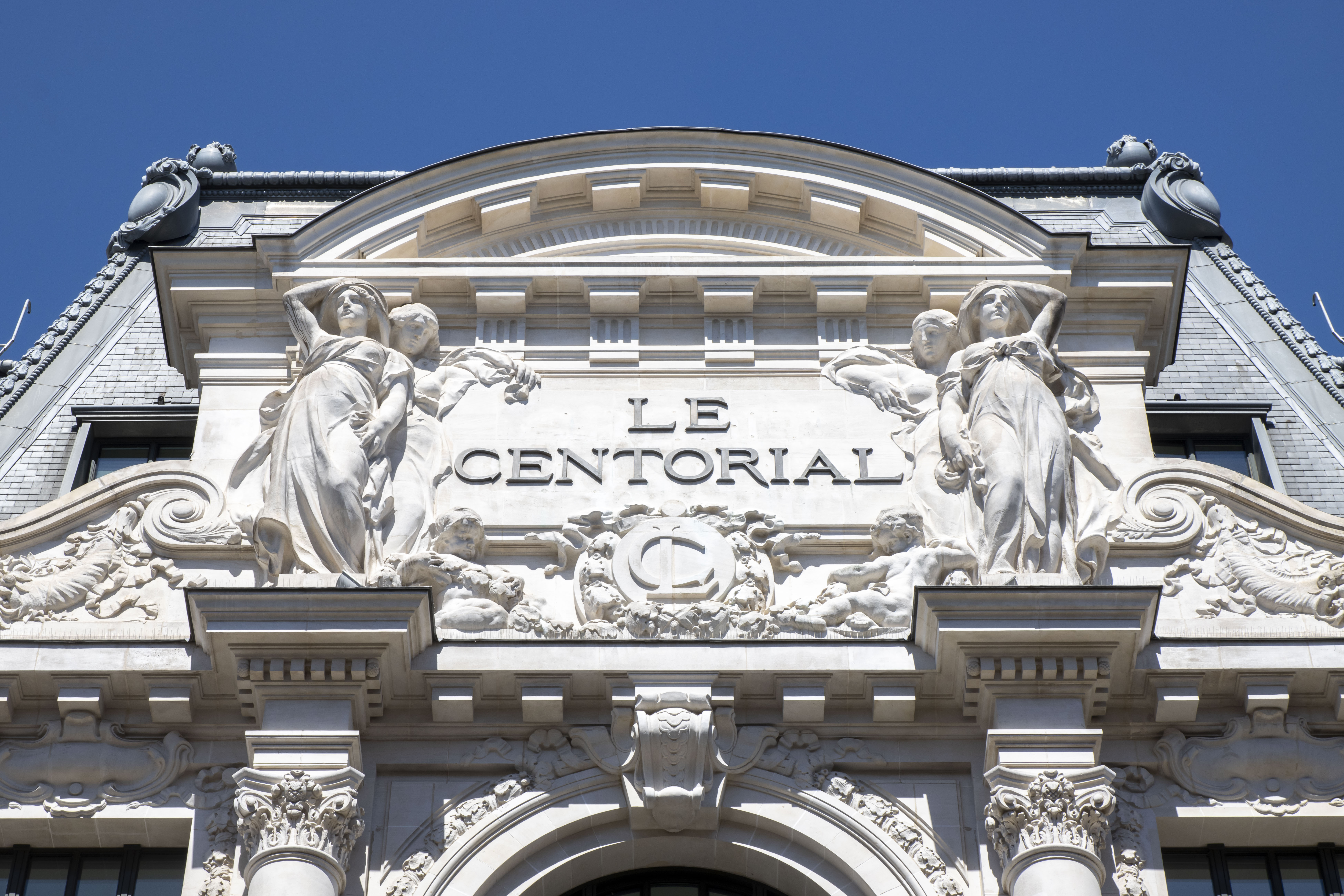
Centorial a remplacé Credit Lyonnais au frontispice rue du 4-Septembre.
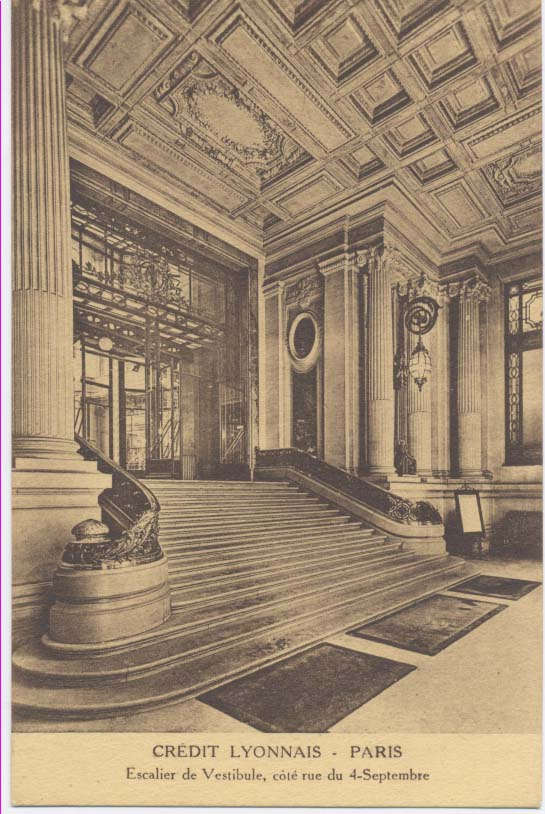
Vestibule côté 4-Septembre, dans l'immeuble originel.
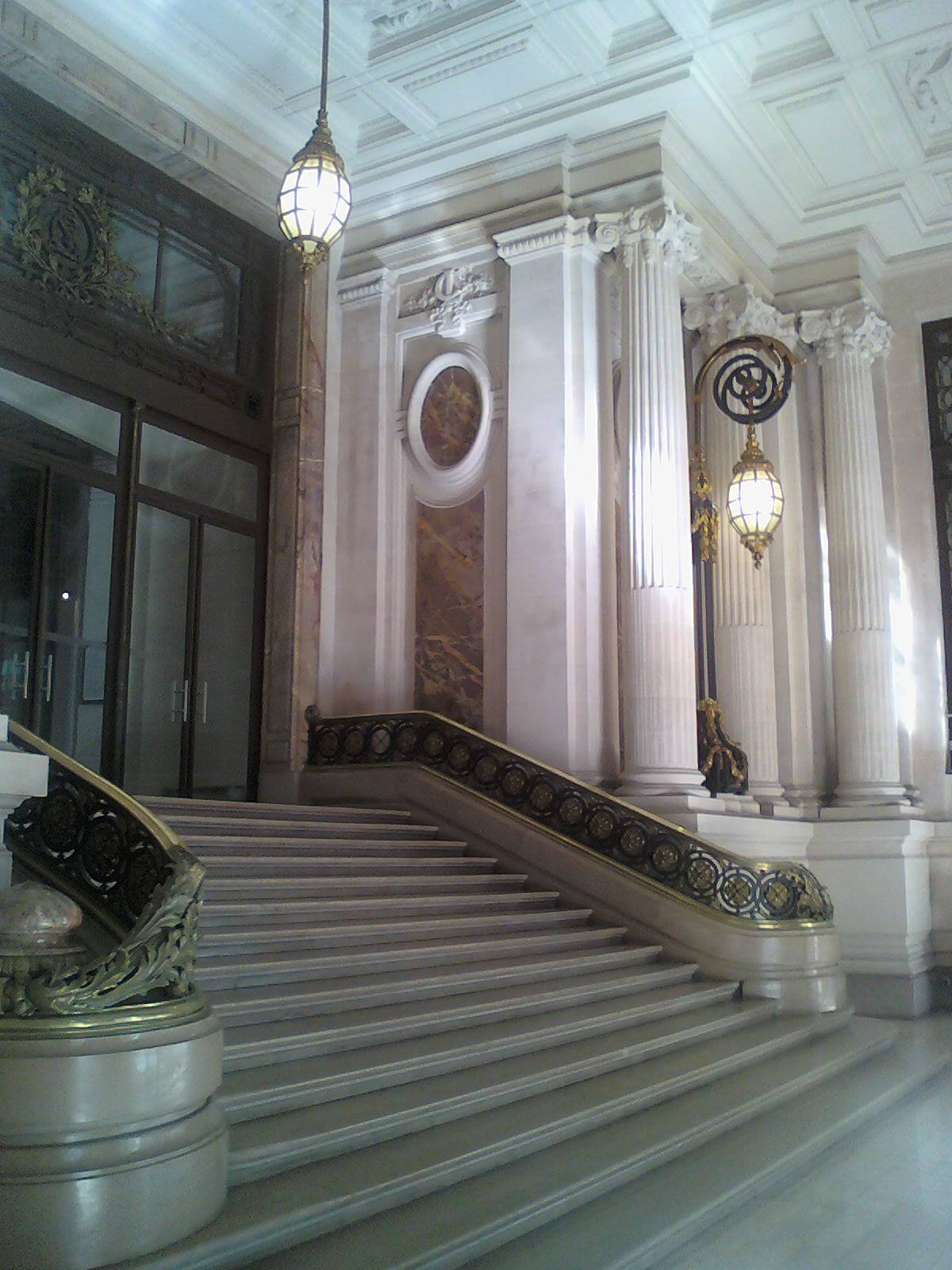
Vestibule côté 4-Septembre, vue récente.

## Anecdotes
- Le mur situé rue de Choiseul à proximité de l'angle de la rue du Quatre-Septembre (en face du no 15) conserve la trace d'une « bombe d'avion » explosée le 30 janvier 1918, ainsi qu'en témoigne une inscription.

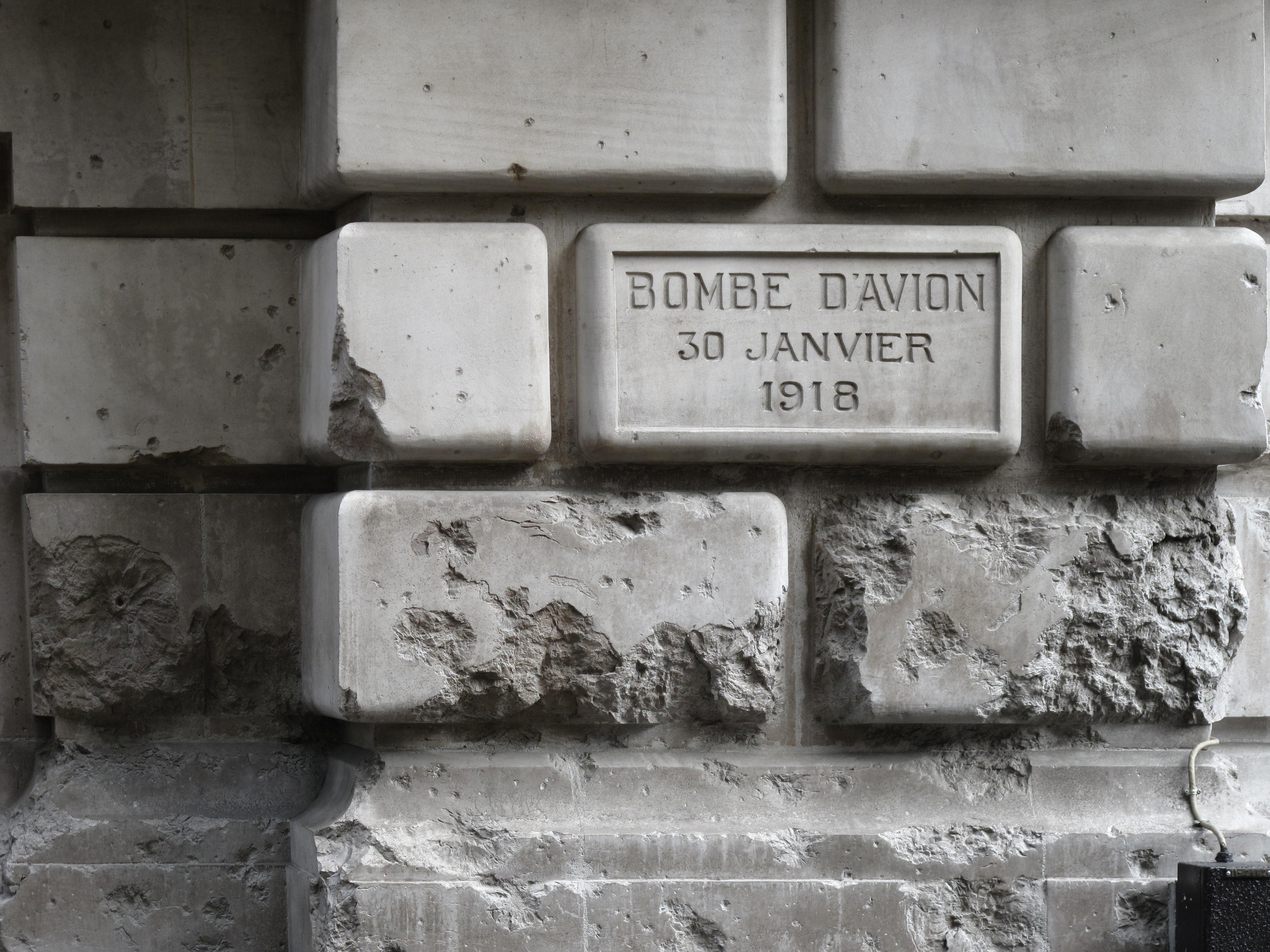
Traces de bombe d'avion de 1918 sur le mur du siège central.